# جيمس جي. إيفانز
جيمس جي. إيفانز (بالإنجليزية: James G. Evans)‏ هو فنان أمريكي، (و. 1809  م).